# .vn
.vn je vrhovna internetska domena (country code top-level domain - ccTLD) za Vijetnam. Domenom upravlja Vijetnamski internetski mrežni informacijski centar.

## Vanjske poveznice
- IANA .vn whois informacija  Arhivirana inačica izvorne stranice od 29. kolovoza 2008. (Wayback Machine)